# ماتياس سواريز
ماتياس سواريز (بالإسبانية: Matías Suárez)‏ (9 مايو 1988 في الأرجنتين - ) هو لاعب كرة قدم أرجنتيني في مركز الهجوم. لعب مع نادي أتليتيكو بيلغرانو ونادي رويال أندرلخت.

## مسيرته الكروية
لعب ماتياس سواريز خلال مسيرته الاحترافية مع 3 أندية في خمسة عشر موسمًا وسجل خلالها 83 هدفًا ضمن 317 مباراة. حيث فاز في موسم واحد بالكأس وفي أربعة مواسم بالدوري.
خاض ماتياس سواريز مسيرته مع نادي أتليتيكو بيلغرانو في موسم 2006–07 في المرة الأولى ولمدة موسمين ثم في موسم 2016–17 واستمر معه طيلة ثلاثة مواسم، مشاركًا طوالها في 110 مباراة سجل خلالها 22 هدفًا. ثم انتقل إلى نادي رويال أندرلخت في موسم 2008–09 ليلعب معه ثمانية مواسم، حيث شارك في 177 مباراة سجل خلالها 51 هدفًا. لينتقل بعدها إلى نادي ريفر بليت في موسم 2018–19 ولمدة موسمين، مشاركًا في 30 مباراة سجل خلالها 10 أهداف.

## وصلات خارجية
- ماتياس سواريز على موقع قاعدة بيانات كرة القدم.إي يو (الإنجليزية)
- ماتياس سواريز على موقع بيانات كرة القدم. دي إي (الألمانية)
- ماتياس سواريز على موقع ناشيونال فوتبول تيمز (الإنجليزية)
- ماتياس سواريز على موقع Soccerway.com (الإنجليزية)
- ماتياس سواريز على موقع عالم كرة القدم.نت (الإنجليزية)
- ماتياس سواريز على موقع AS.com (الإسبانية)